# Ana, kći Borisa I.
Ana (bugarski Анна; 9. – 10. st.) bila je bugarska princeza, kći kneza Borisa I. Bugarskog (vladao 852. – 889.). Bila je Borisova druga kći te njegovo najmlađe dijete. Bila je sestra kneza Vladimira Bugarskog (vladao 889. – 893.), kneza Simeona Velikog (vladao 893. – 927.), prinčeva Gabrijela i Jakova te princeze Eupraksije, a nazvana je po Borisovoj sestri. Anina je majka bila Borisova supruga Marija.
Ana se udala za tarkana Simeona, koji je imao velik utjecaj u Bugarskoj. Poput svoje starije sestre Eupraksije, Ana je kasnije postala redovnica u manastiru u Preslavu. Prema njezinom nadgrobnom spomeniku, koji je otkriven god. 1965. te je ispisan na starobugarskom i grčkom, Ana je umrla 9. listopada, premda nije poznato koje godine. Na tom spomeniku se nalazi i prikaz same princeze te se smatra da je Ana bila ktitor dviju crkvi.
U filmu Boris I. iz 1985., Anu glumi glumica Adriana Petrova.